# سوناي إردم
سوناي إردم (بالتركية: Sunay Erdem)‏ ولد في 17 مارس 1971، هو مهندس معماري تركي شهير ومهندس مناظر طبيعية. وهو واحد من أكثر مهندسي المناظر الطبيعية التركية غزارة في جيله.

## السيرة الذاتية
وُلد سوناي في بلغاريا سنة 1971، لكنه سرعان ما هاجر إلى تركيا، كان ذلك بالتحديد سنة 1989. وبعد ذلك ب 6 سنوات (1995) حصل على شهادة باكلوريا في الهندسة المعمارية من جامعة أنقرة.
في 1998، أسس سوناي رفقة شقيقة جيناي إردم شركة حملت اسم وكالة إردم للهندسة، وباتت تشتغل اليوم في كل من أنقرة، إسطنبول ونيويورك.

## الجوائز
صمم سوناي إردم العديد من مشاريع التصميم الحضري في أكثر من 40 دولة مختلفة. حصل على جائزة العمارة الوطنية التركية في فئة عرض الأفكار (2010). كما فاز سوناي إردم بجوائز الهندسة المعمارية الوطنية التركية في الأعوام 2009، 2010 و2013 والتي أعطته غرفة المهندسين المعماريين في تركيا، واحدة من المشاريع الهامة التي وضعها سوناي إردم وهو مشروع الجدار للحدود بين الولايات المتحدة والمكسيك.
كما قام سوناي بتصميم، هندسة وتخطيط العديد من المشاريع الصغرى والكبرى ذاخل وخارج تركيا ولعل أبرزها حديقة ضخمة في مدينة أنقرة بتركيا.

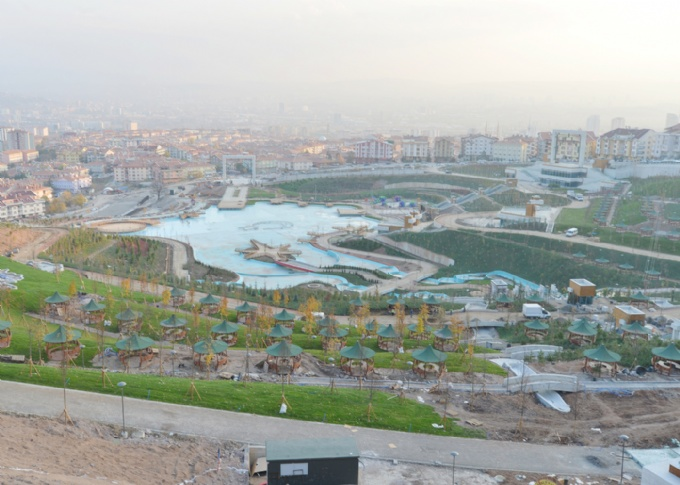
حديقة ضخمة في أنقرة (تركيا) من تصميم سوناي إردم